# David Della Rocco
David Della Rocco (Norwich, Connecticut; 4 de mayo de 1952) es un actor y cómico estadounidense de formación clásica. Se le conoce principalmente por su papel de Rocco en el filme de 1999 The Boondock Saints.

## Vida profesional
David Della Rocco estudió interpretación con la fallecida Susan Peretz en Los Ángeles y es también un miembro del Actor's Studio. Apareció en numerosas obras de teatro como Glengarry Glen Ross y Freedom Frogs entre muchas otras hasta que tuvo la oportunidad de participar en cine en el año 1999 gracias a su amigo Troy Duffy, escritor y guionista de la película The Boondock Saints, quien ideó un personaje exclusivamente para él, al que bautizó con su mismo nombre, David Della Rocco. Continuó con otros trabajos de teatro y comedia hasta que en 2008 volvió al cine con Jake's Corner y en 2009 con la secuela de su debut, The Boondock Saints II: All Saints Day. Posteriormente seguirá con el cine con películas como The Black Dove y Dead in 5 Heartbeats, y actualmente está trabajando en una nueva película de terror titulada Feeding on Fear que se estrenará en 2014.

## Trayectoria

### Teatro
| Título                   | Papel         | Notas                 |
| ------------------------ | ------------- | --------------------- |
| Glengarry Glen Ross      | Rick Toma     | Third Street Theatre  |
| In The Boom Boom Boom    | Al            | Third Street Theatre  |
| Pushcart Peddlers        | Hollingsworth | Third Street Theatre  |
| Waiting For Lefty        | Joe           | Lex Theatre           |
| Freedom Frogs            | Hank          | Lee Strasberg Theatre |
| In The Boom Boom Boom    | Locutor       | Lee Strasberg Theatre |
| Lovers & Other Strangers | Johnny        | Off-Ramp Theatre      |

### Cine
| Año  | Título                                 | Papel             | Director         |
| ---- | -------------------------------------- | ----------------- | ---------------- |
| 1999 | The Boondock Saints                    | David Della Rocco | Troy Duffy       |
| 2008 | Jake's Corner                          | Wheels            | Jeff Santo       |
| 2009 | The Boondock Saints II: All Saints Day | David Della Rocco | Troy Duffy       |
| 2011 | Off the Boulevard (documental)         | Él mismo          | Jeff Santo       |
| 2012 | The Black Dove                         | El dominicano     | Michael Caporale |
| 2013 | Dead in 5 Heartbeats                   | Angelo Timmons    | Jeff Santo       |
| 2014 | Feeding on Fear                        | Charlie           | en desarrollo    |